# Association nationale-socialiste des médecins allemands
L'Association nationale-socialiste des médecins allemands (Nationalsozialistischer Deutscher Ärztebund, en abrégé NSDÄB ou NSD-Ärztebund) est une division du parti nazi ayant pour mission d'intégrer la profession médicale allemande dans le cadre de la vision du monde nazi.
L'organisation avait son siège à Munich. L'association a été organisée en accord avec le Führerprinzip ("principe du leader") ainsi que le principe de Machtdistanz ("distance de pouvoir"). L'association était dirigée par le Chef de la Santé du Reich (Reichsärzteführer).

## Histoire
L'Association nationale-socialiste des médecins allemands a été fondée par le parti nazi le 3 août 1929 à l'initiative du médecin et éditeur Ludwig Liebl. Il a également été le premier président, son mandat a duré trois ans. L'image du NSDÄB n'était pas celle d'un organe représentatif, mais d'une organisation de combat. A ce titre, l'association a développé les fondements "scientifiques" essentiels de la politique de santé nazie, qui a abouti au concept d'hygiène raciale et d'anéantissement de la "vie indigne".
La structure organisationnelle du NSDÄB a suivi celle du parti nazi. Gerhard Wagner a été président du NSDÄB à partir de1932, et en 1934 il a reçu le titre de Chef de la Santé du Reich (Reichsärzteführer). En 1935, il impose la synchronisation rigoureuse des associations médicales et contribue à la rédaction des lois de Nuremberg. Les propositions de Wagner comprenaient une séparation forcée des mariages mixtes et une interdiction de mariage pour les "quarts de juifs". Cependant, ceux-ci n'ont pas été inclus dans la loi après l'intervention d'Adolf Hitler. Après la mort subite de Gerhard Wagner en 1939 à l'âge de 50 ans, Leonardo Conti pris ses fonctions à la présidence de la NSDÄB. 
En raison de la guerre, la NSDÄB a cessé ses activités le 13 octobre 1942, alors qu'elle comptait environ 46 000 membres adhérents.
Après la défaite de l'Allemagne lors de la Seconde Guerre mondiale, le parti nazi, ses divisions et ses groupes affiliés ont été déclarés organisations criminelles et interdits par le Conseil de contrôle allié le 10 octobre 1945.
Leonardo Conti, qui devait être tenu pour responsable de sa participation à l'Aktion T4 lors des procès de Nuremberg, s'est pendu dans sa cellule de prison le 6 octobre 1945.

## Membres connus de la NSDÄB
- Catégorie:Membre de l'Association nationale-socialiste des médecins allemands

## Chefs de la Santé du Reich
- 1934-1939 : Gerhard Wagner (1888-1939), médecin allemand, Chef de la Santé du Reich
- 1933-1939 : Hans Deuschl (1891-1953), médecin allemand, Chef adjoint de la Santé du Reich
- 1939 à août 1944 : Leonardo Conti (1900-1945), médecin germano-suisse, Chef de la Santé du Reich
- 1939-probablement 1945 : Kurt Blome (1894-1969), médecin allemand, Chef adjoint de la Santé du Reich